# TuS Ennepetal 1911
TuS Ennepetal 1911 is een Duitse voetbalclub uit Ennepetal, Noordrijn-Westfalen. In 2012 promoveerde de club naar de Oberliga Westfalen.

## Eindklasseringen vanaf 2002
| Seizoen | Competitie                | Niveau | Eindstand | DFB Pokal | Opmerking                                                   |
| ------- | ------------------------- | ------ | --------- | --------- | ----------------------------------------------------------- |
| 2001/02 | Bezirkssliga Westfalen-14 | VII    | 7         | --        |                                                             |
| 2002/03 | Bezirkssliga Westfalen-14 | VII    | 9         | --        |                                                             |
| 2003/04 | Bezirkssliga Westfalen-14 | VII    | 14        | --        |                                                             |
| 2004/05 | Kreisliga A-2             | VIII   | 1         | --        |                                                             |
| 2005/06 | Bezirkssliga Westfalen-14 | VII    | 3         | --        |                                                             |
| 2006/07 | Bezirkssliga Westfalen-14 | VII    | 1         | --        |                                                             |
| 2007/08 | Landesliga Westfalen-2    | VI     | 4         | --        |                                                             |
| 2008/09 | Landesliga Westfalen-2    | VII    | 2         | --        | invoering 3. Liga                                           |
| 2009/10 | Westfalenliga-2           | VI     | 4         | --        |                                                             |
| 2010/11 | Westfalenliga-2           | VI     | 4         | --        |                                                             |
| 2011/12 | Westfalenliga-2           | VI     | 4         | --        | gekwalificeerd voor nieuwe Oberliga Westfalen               |
| 2012/13 | Oberliga Westfalen        | V      | 14        | --        |                                                             |
| 2013/14 | Oberliga Westfalen        | V      | 12        | --        |                                                             |
| 2014/15 | Oberliga Westfalen        | V      | 9         | --        |                                                             |
| 2015/16 | Oberliga Westfalen        | V      | 11        | --        |                                                             |
| 2016/17 | Oberliga Westfalen        | V      | 9         | --        |                                                             |
| 2017/18 | Oberliga Westfalen        | V      | 12        | --        |                                                             |
| 2018/19 | Oberliga Westfalen        | V      | 13        | --        |                                                             |
| 2019/20 | Oberliga Westfalen        | V      | 8         | --        | competitie afgebroken i.v.m. coronapandemie                 |
| 2020/21 | Oberliga Westfalen        | V      | --        | --        | competitie afgebroken i.v.m. coronapandemie, geen eindstand |
| 2021/22 | Oberliga Westfalen        | V      | 16        | --        |                                                             |
| 2022/23 | Oberliga Westfalen        | V      | 16        | --        |                                                             |
| 2023/24 | Oberliga Westfalen        | V      | 12        | --        |                                                             |
| 2024/25 | Oberliga Westfalen        | V      | 16        | --        |                                                             |
| 2025/26 | Oberliga Westfalen        | V      | .         | --        |                                                             |